# Janusz Bogdanowski
Janusz Bogdanowski (16. srpna 1929 Krakov – 16. dubna 2003 Krakov) byl polský architekt a urbanista, zahradní architekt, znalec a propagátor vojenských historických staveb a zahradnictví.

## Život
Je spjat s Vysokým učením technickým v Krakově, fakultou architektury – zde v roce 1954 vystudoval vysokou školu a v roce 1964 získal doktorát, a v roce 1978 jmenován profesorem. Byl dlouholetým vedoucím odboru krajinářské architektury (bylo změněno na oddělení Teorie a kompozice zahradní krajinné architektury ). V letech 1992–1995 se stal ředitelem Ústavu krajinné architektury.
Předsedal komisi územního plánování a architektury Polské akademie věd, byl členem mnoha vědeckých rad a sdružení, mimo jiné: Komitetu Kopca Kościuszki, Towarzystwa Miłośników Historii i Zabytków Krakowa, Społecznego Komitetu Odnowy Zabytków Krakowa. (Společnosti milovníků historie a památek v Krakově a Výboru pro obnovu památek Krakova.)
Byl autorem několika knih a stovek článků. Je pohřben na hřbitově Rakowice v Krakově. Jeho syn se jmenuje Wincenty.

## Publikace
- Kompozycja i planowanie w architekturze krajobrazu 1976
- Warownie i zieleń twierdzy Kraków 1979
- Sztuka obronna 1993
- Architektura obronna w krajobrazie Polski 1997
- Parki i ogrody Krakowa w obrębie Plant 1997
- Architektura krajobrazu 1981 (razem z M. Łuczyńską-Bruzdą i Z. Novákiem)
- Krajobraz warowny XIX / XX w.: dzieje i rewaloryzacja 1993
- Polskie ogrody ozdobne 2000